# Baza malgache
Aviceda madagascariensis
Espèce
Statut de conservation UICN

 LC  : Préoccupation mineure
Statut CITES
Le Baza malgache (Aviceda madagascariensis) est une espèce de rapaces diurnes de la famille des Accipitridae endémique de Madagascar.